# Jaspis salvadori
Jaspis salvadori är en svampdjursart som beskrevs av Boury-Esnault 1973. Jaspis salvadori ingår i släktet Jaspis och familjen Ancorinidae. Inga underarter finns listade i Catalogue of Life.